# ریچارداس تامبولیس
ریچارداس تامبولیس (انگلیسی: Ričardas Tamulis؛ ۲۲ ژوئیه ۱۹۳۸ – ۲۲ آوریل ۲۰۰۸ (aged 69)) ورزشکار بوکس اهل اتحاد جماهیر شوروی سوسیالیستی بود.
وی در مسابقات کشوری و بین‌المللی در مجموع برندهٔ ۳ مدال طلا، ۱ مدال نقره شده‌است.